# Melitaea sicula
Melitaea sicula är en fjärilsart som beskrevs av Emile Enrico Ragusa 1919. Melitaea sicula ingår i släktet Melitaea och familjen praktfjärilar. Inga underarter finns listade i Catalogue of Life.